# Święty Marcin

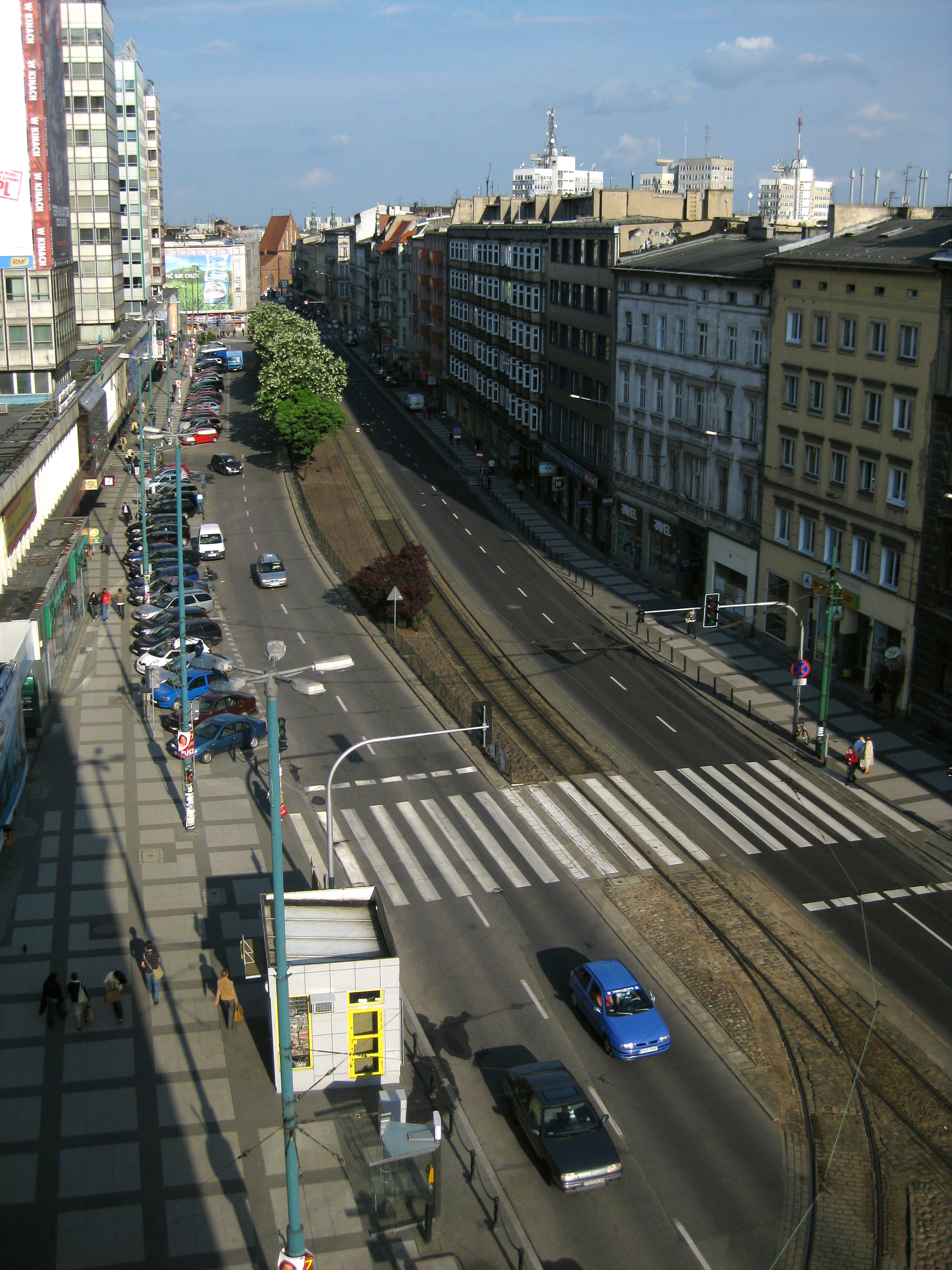
Quang cảnh trung tâm của đường phố, nhìn về hướng đông

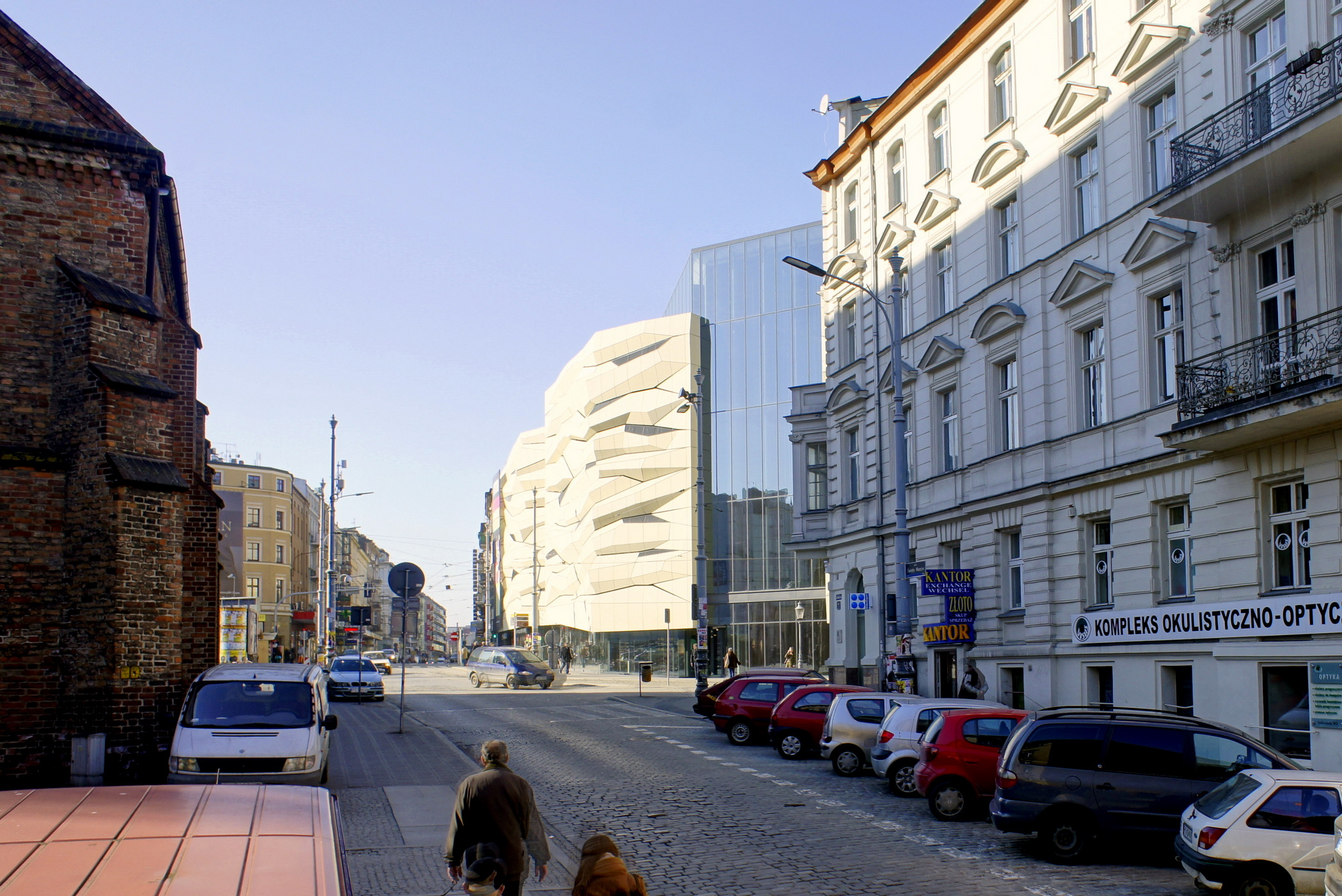
Phòng trưng bày MM

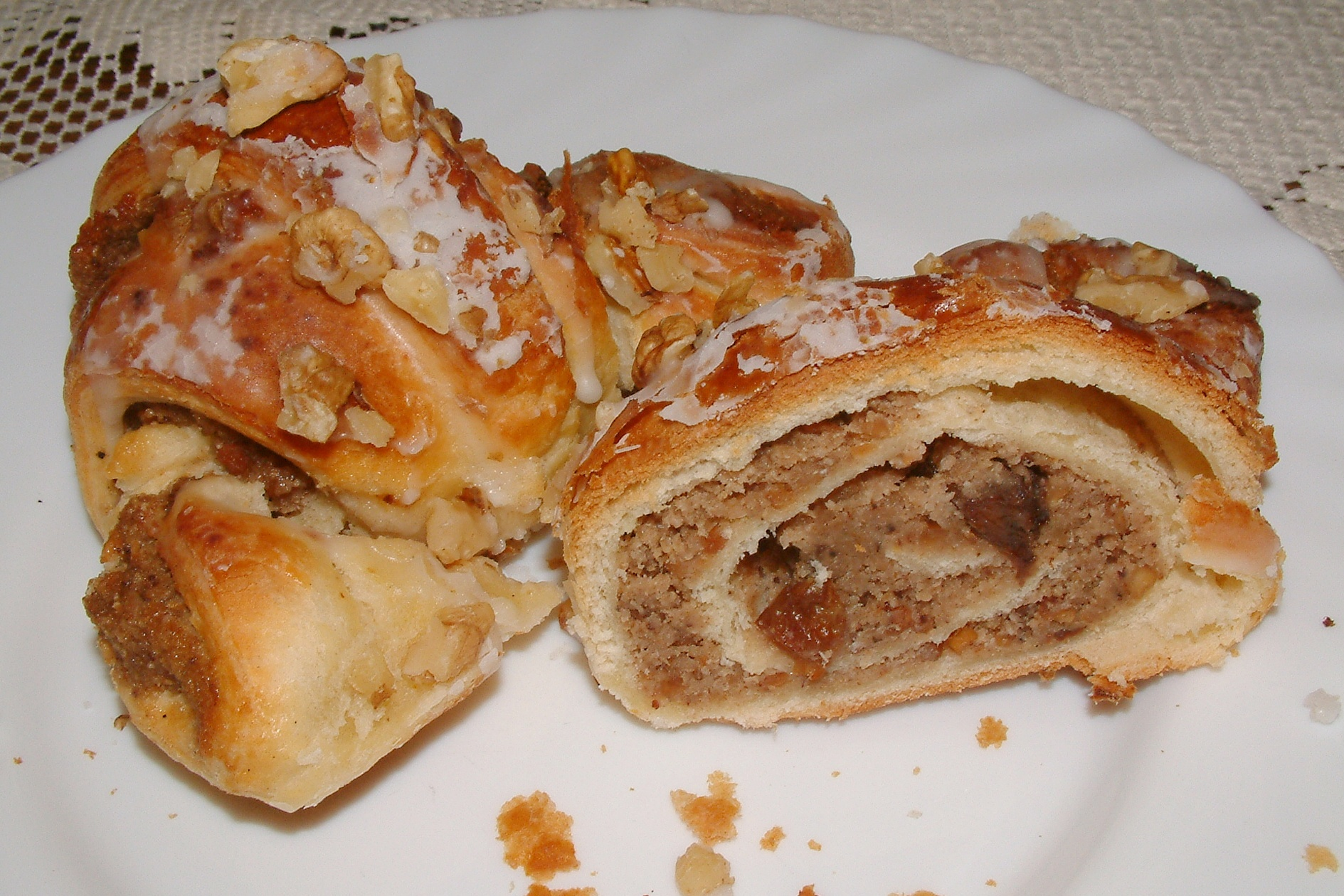
Bánh sừng bò Saint Martin (rogal więtomarciński)

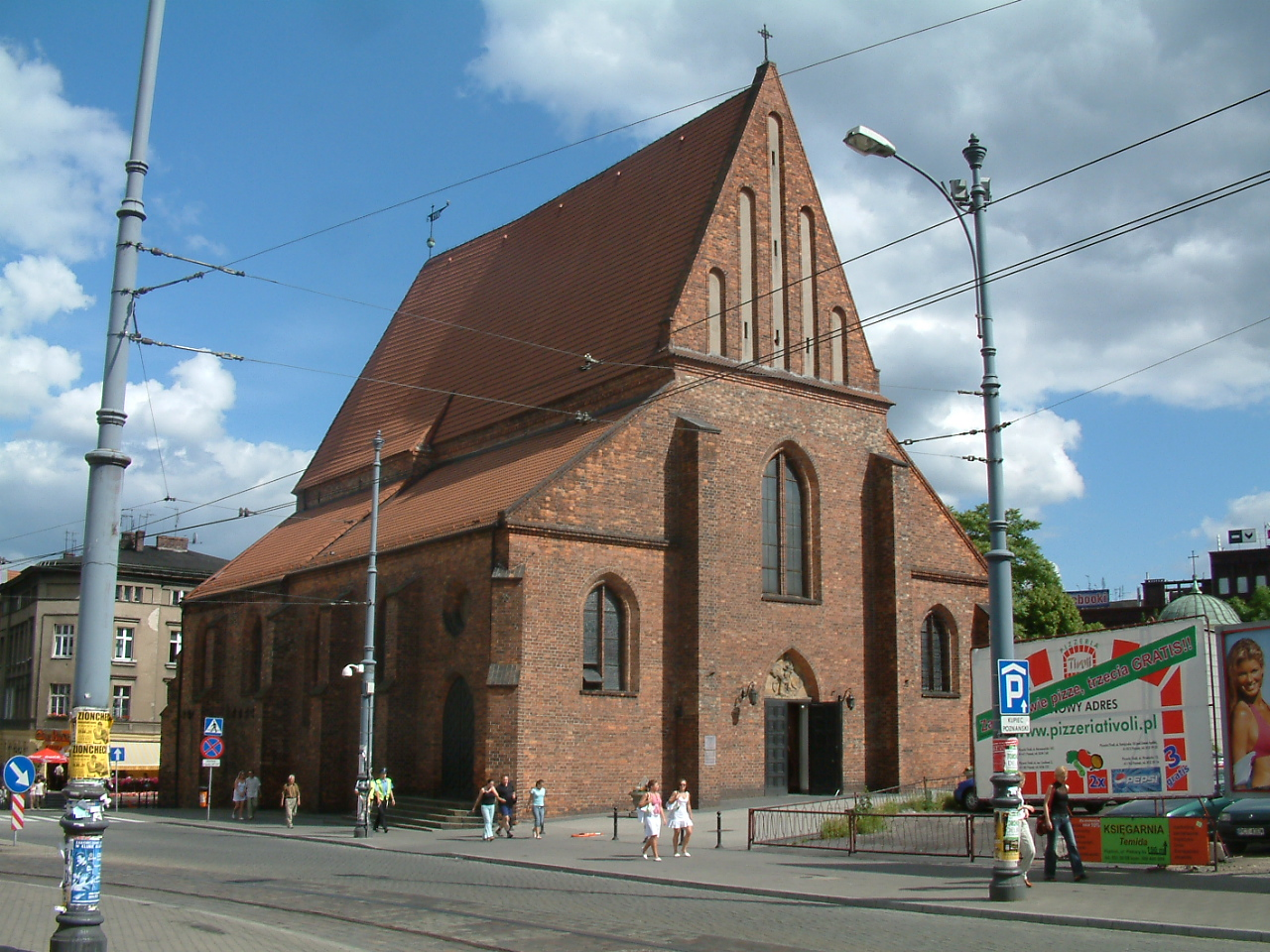
Nhà thờ thánh Martin

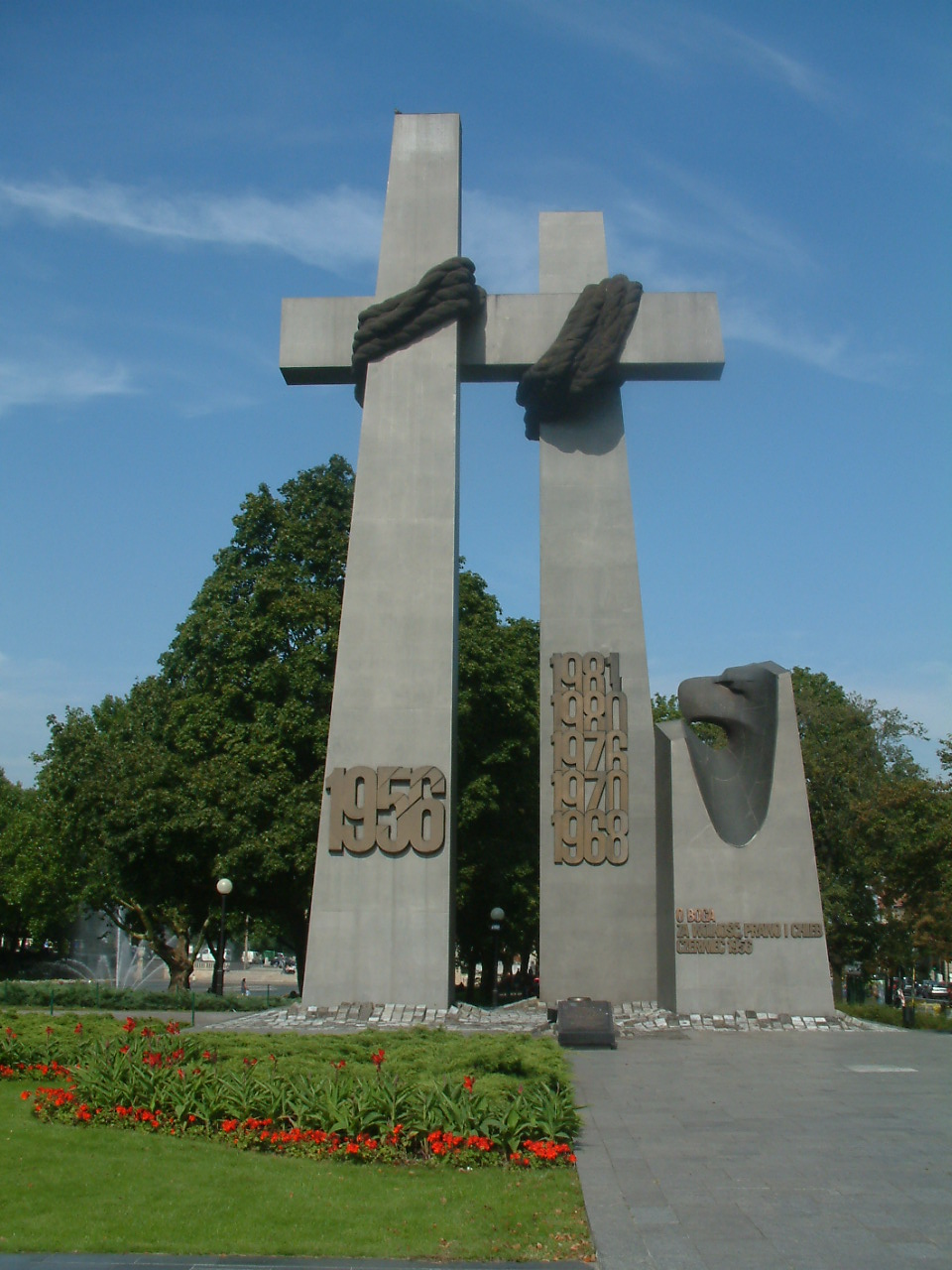
Tượng đài nạn nhân năm 1956

Święty Marcin ([ˈɕvjɛntɨ ˈmart͡ɕin]; "Thánh Marcin"), tên đầy đủ là ulica Święty Marcin ("Phố Thánh Marcin"), là một đường phố trung tâm chính ở thành phố Poznań ở phía tây Ba Lan. Nó chạy từ phía nam của khu phố cổ, về phía tây qua nhà thờ Thánh Martinô thành Tours từ đó lấy tên của nó, qua Zamek (cung điện cũ của Đức), đến Quảng trường Adam Mickiewicz, và cuối cùng đến Cầu Đại học (cầu Uniwersytecki), qua đó nó băng qua đường sắt và dẫn đến một bùng binh có tên là Rondo Kaponiera.
Trên quảng trường Adam Mickiewicz là một bức tượng của nhà thơ Ba Lan Adam Mickiewicz, cũng như một tượng đài tưởng niệm các nạn nhân của cuộc biểu tình Poznań năm 1956 (được dựng năm 1981). Bên trái quảng trường là các tòa nhà trung tâm của Đại học Adam Mickiewicz.
Tàu điện chạy dọc theo hầu hết chiều dài của đường phố, từ Rondo Kaponiera đến Aleje Karola Marcinkowskiego, ở cả hai hướng ở cuối phía tây, và phía đông hướng về phía đông của Gwarna.
Khu vực xung quanh nhà thờ St. Martin ban đầu là một khu định cư riêng biệt nằm bên ngoài thành phố Poznań có tường bao quanh từ thời trung cổ. Nó được đưa vào trong ranh giới thành phố vào năm 1797, vào đầu thời kỳ cai trị của Phổ, và đường phố bắt đầu được đặt ra ngay sau đó. Nó được đặt tên là St. Martin Strasse trong tiếng Đức (sau này, trong thời kỳ phát xít Đức, nó được gọi là Martin-strasse). Sau khi xây dựng các công sự từ thế kỷ 19 xung quanh Poznań, con đường dẫn đến Cổng Berlin, lối vào chính phía tây của thành phố. Cung điện hoàng gia và các tòa nhà lớn khác trong vùng lân cận được xây dựng sau khi phá hủy tuyến đường kiên cố này vào đầu thế kỷ 20.
Vào thời cộng sản, con phố đã được đổi tên lại thành ulica Armii Czerwonej, có nghĩa là "Phố Hồng quân".
Vào ngày thánh Martin, ngày 11 tháng 11 hằng năm (một ngày lễ công cộng vì là ngày quốc khánh Ba Lan), một cuộc diễu hành dọc theo con đường này, từ nhà thờ thánh Martin đến lâu đài hoàng gia, nơi diễn ra một hội chợ và giải trí. Bánh sừng bò Saint Martin (rogal świętomarciński), được biết đến rộng rãi với hương vị thơm ngon, được nướng theo kiểu truyền thống ở Poznań cho ngày này và cũng được bán ở các thành phố khác ở Ba Lan.